# День Служби безпеки України
День Служби безпеки України — професійне свято України. Відзначається щорічно 25 березня у день прийняття Верховною Радою України Закону України «Про Службу безпеки України» (від 25 березня 1992 р. № 2229-XII).
День Служби безпеки України (СБУ) святкується щорічно 25 березня. Це важлива дата для української державної безпеки, яка відзначає роль СБУ в захисті національних інтересів, боротьбі з тероризмом, контррозвідці та забезпеченні правопорядку. Традиції цього свята включають кілька основних аспектів:

## Статус

Прапор Служби безпеки України

Свято було встановлено Указом Президента України Леоніда Кучми 22 березня 2001 року «…ураховуючи заслуги Служби безпеки України у справі захисту державного суверенітету України, конституційного ладу, територіальної цілісності, законних інтересів держави, забезпеченні прав і свобод людини і громадянина…».

## Галерея

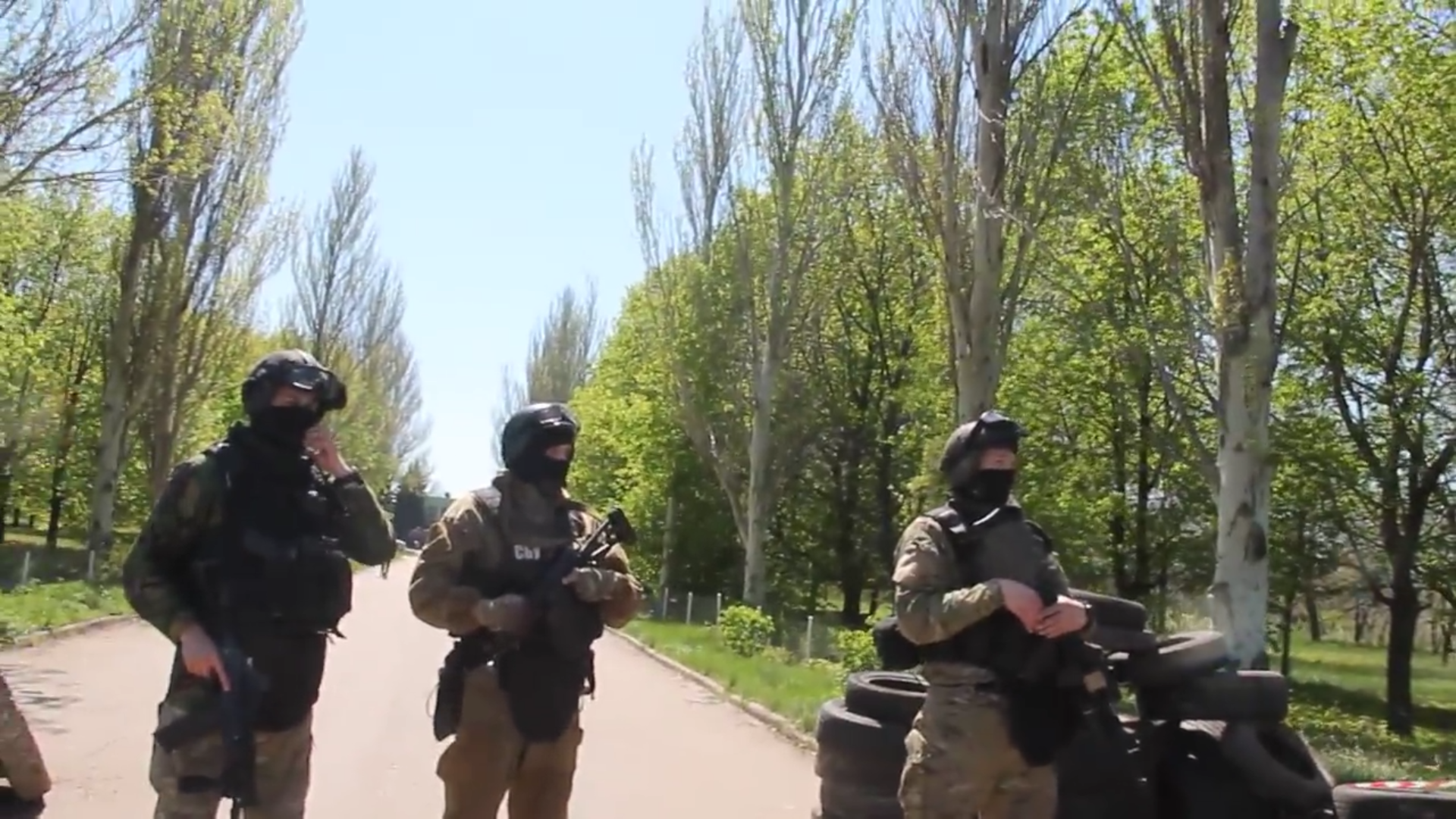
Спецоперація в Краматорську
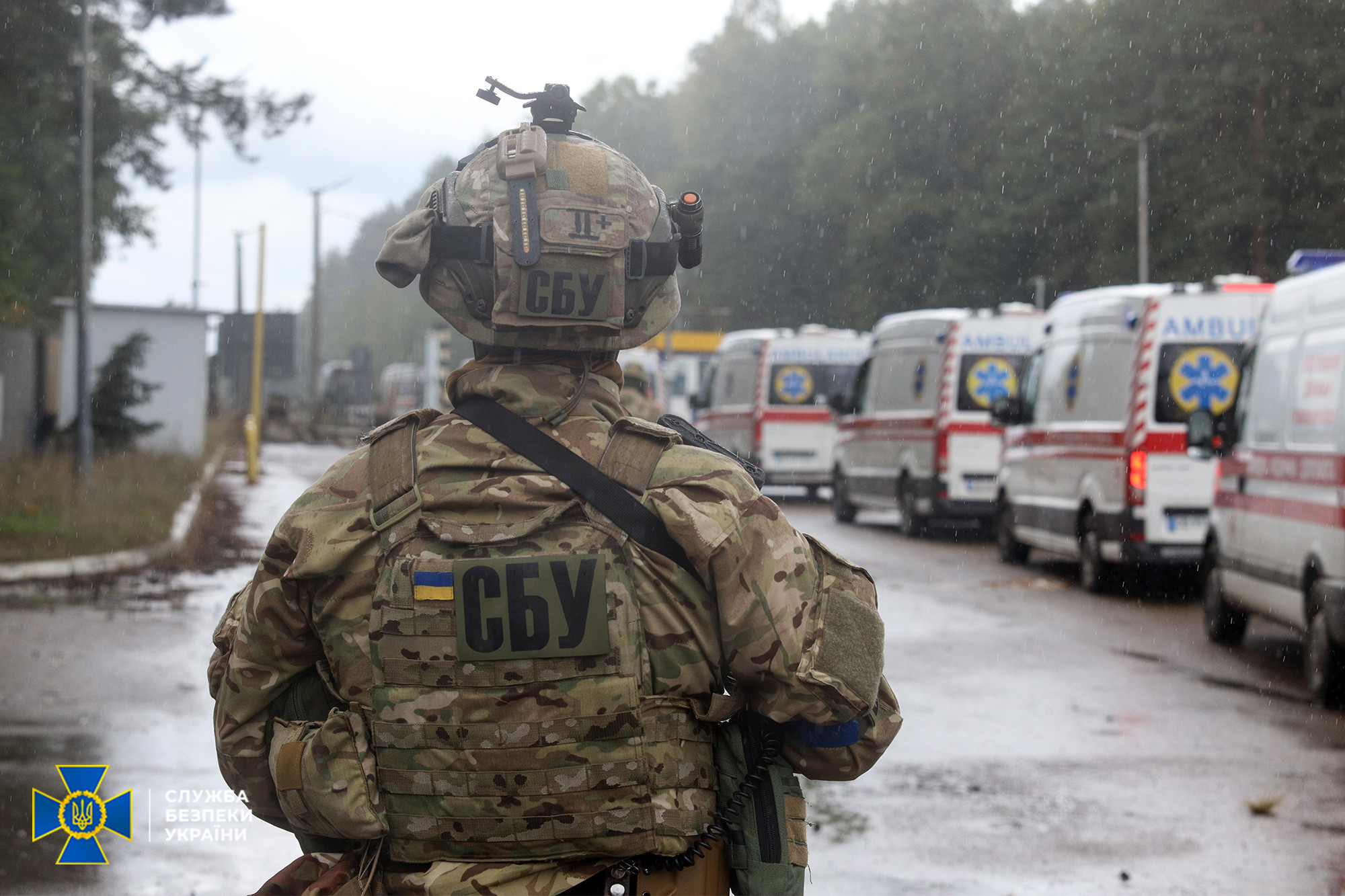
Забезпечення евакуації з Маріуполя
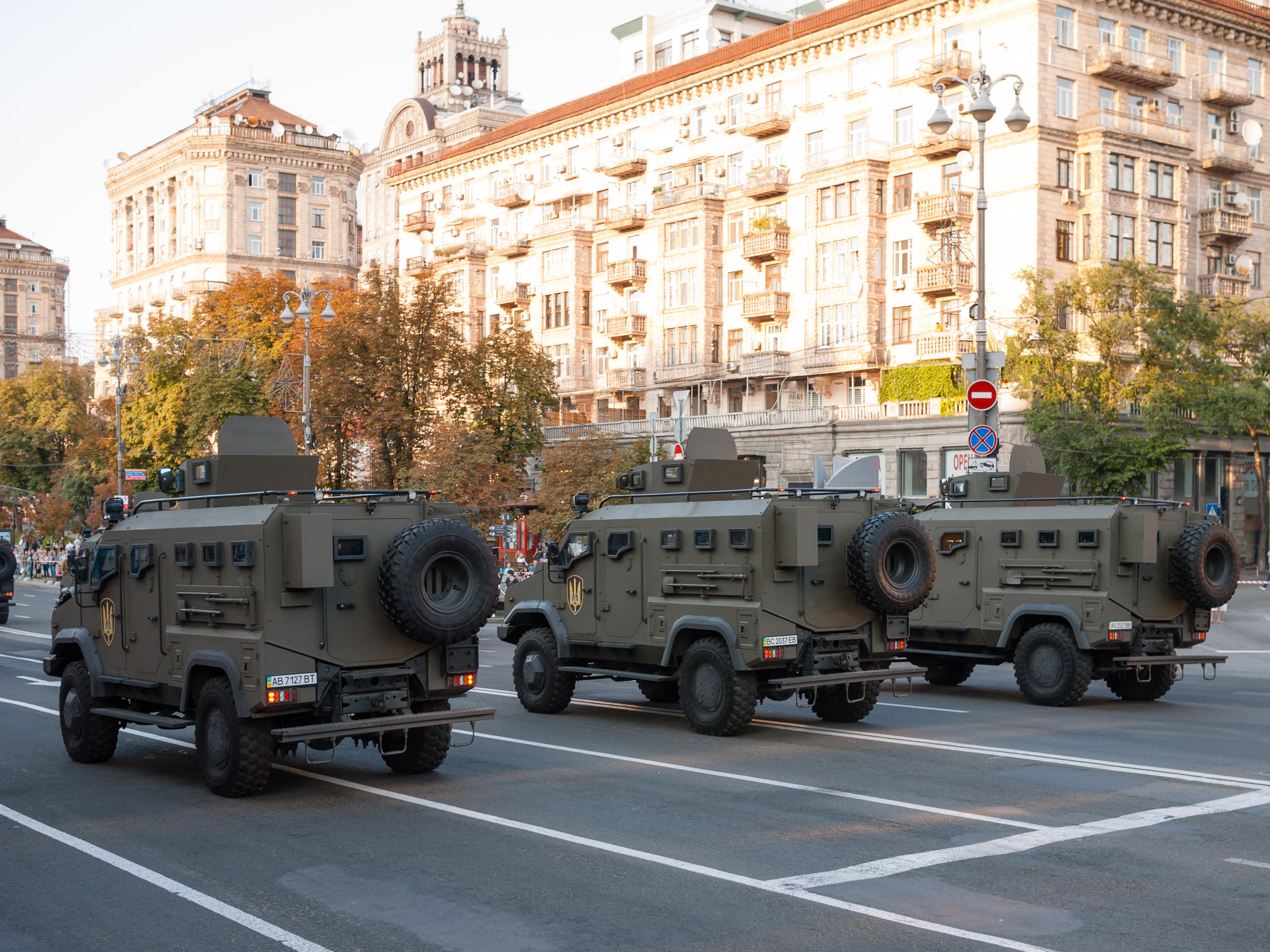
Спецзагін «Альфа» в парадному строю на Хрещатику
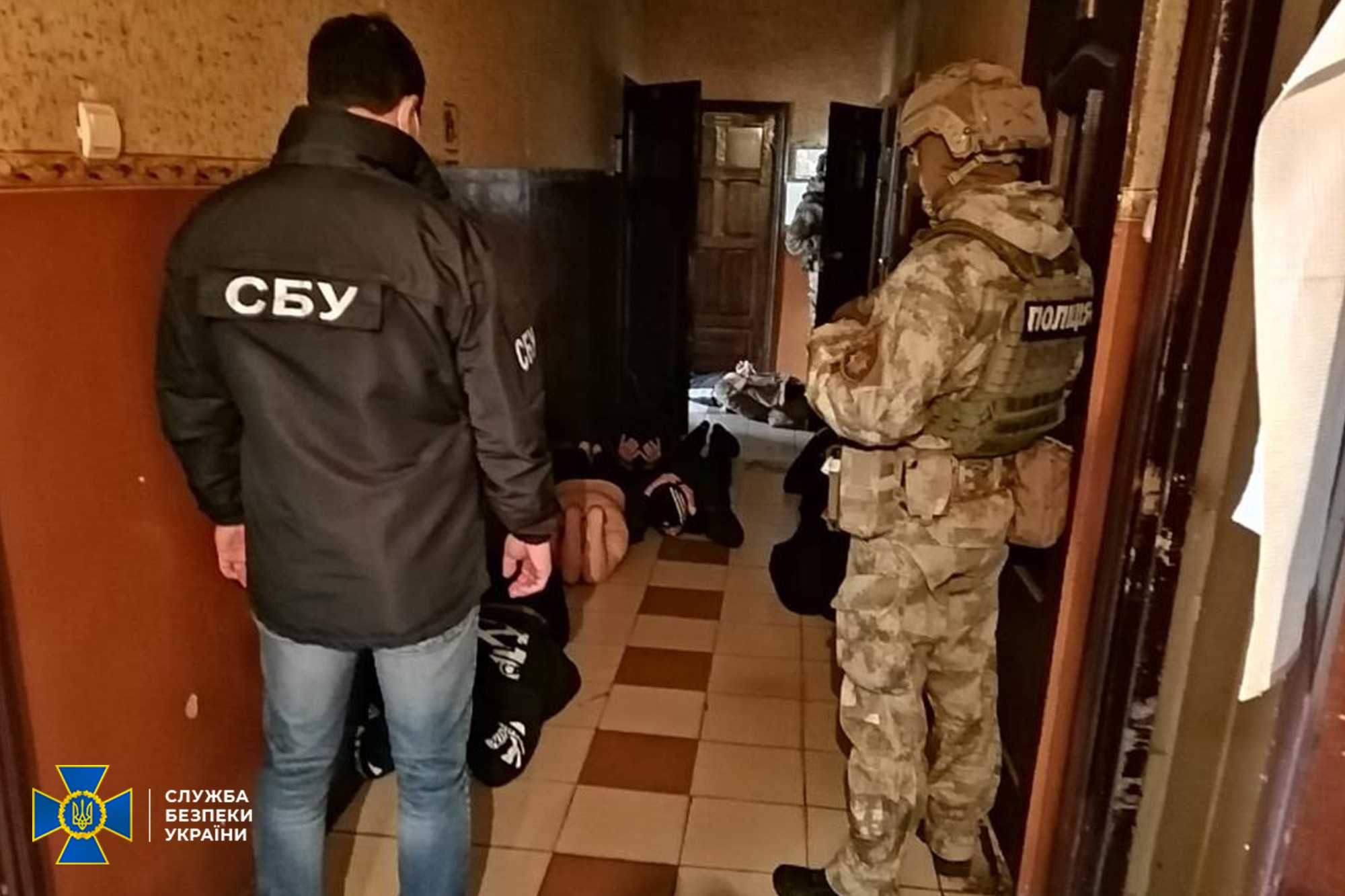
Чергова опрерація СБУ по затриманню злочинців